# 米英戦争の原因
米英戦争の原因（英:Origins of the War of 1812）は、1812年から1815年にかけて、アメリカ合衆国とイギリスとの間で戦われた米英戦争の原因について概要を記す。この戦争は、1812年6月に、当時のアメリカ合衆国大統領ジェームズ・マディソンの強い声明に続いて、アメリカ合衆国議会で対英宣戦布告が可決され始まった。

## イギリスの目標
イギリスはナポレオン・ボナパルトとの死命を決する戦争を継続中であり、理屈から言えば中立国には許されるはずの敵を援助するという行為も、アメリカに対しては許せなかった。歴史家のホースマンが説明するように、「可能ならばイギリスはアメリカとの戦争を避けたかったが、フランスと戦争をしているイギリスを妨げることを許す程、器量が大きくなかったということである。さらに...イギリスの世論に大きな影響を及ぼす勢力が、政府においても地方においても、イギリスの海軍力の優位性をアメリカが脅かしたと考えた。」
イギリスには2つの目標があった。国民を挙げてフランスを倒すために動いていたので船員を必要とした（このために船員の強制徴募が必要だった）。またフランスに対する全力を出しての商業的な戦争でもあった（このためにアメリカの商船に制限を課した）。アメリカとの貿易問題についてイギリスの世論は分かれた。ホースマンは、「この時代のイギリスにとって、中立国の交易に何らかの制限を課すのは基本であった。1807年以降その制限が極端な形を取ったことは、ナポレオンを倒すためばかりではなく、イギリスの中にあったアメリカの商業的繁栄に対する疑いもない嫉妬から生まれてきていた。1803年から1812年にかけてのほとんどの期間、イギリスの政治的な力が、フランスを倒すだけでなくイギリスの商業的優位性を堅く維持することを誓った一つの集団によって握られていたことはアメリカにとって不幸であった。」と指摘した。 その集団は1812年の中頃には合衆国に好意的なホイッグ党によって勢力を弱められたが、政策そのものは残り、合衆国が既に宣戦布告していたので遅すぎた。イギリスは1815年までに商業的優位性を重んじる政治家によっては最早動かされていなかったので、この理由は消滅した。
イギリスはその政策を不正確に伝えたワシントンの弱い外交能力と、情報伝達が遅すぎてアメリカが宣戦布告するまで政策が変わったことをしらなかったことにより邪魔をされた。
イギリスが強制徴募を止めたことによってアメリカが休戦を提案すると、イギリスはすでに抱えていた船員が必要だったためにその申し出を拒絶した。ホースマンは次のように説明している「強制徴募は、1803年から1807年にかけてのイギリスとアメリカの主要な論争点であったが、イギリスがナポレオンとの戦争に船員が不足していたのでそれが必要だった。同じようなやり方で、イギリスの枢密院令でアメリカの交易に課した制限は、1807年から1812年の大きな論点であったが、イギリスとフランスの間に行われた大規模の商業戦争の一部に過ぎなかった。」

## アメリカの拡張主義の問題
戦争の一つの原因がアメリカの拡張主義、つまりはカナダの土地を欲しがったことだという考え方は1940年以前の歴史家の間で大いに議論されたが、現在ではそのことを挙げる専門家がほとんどいない。 あるカナダの歴史家は20世紀初めにその考え方を提唱し、今はカナダの神話の中で生き残っている。
マディソン大統領とその助言者は、カナダの征服が容易であり、経済的な圧迫によってイギリスは西インド諸島植民地に対する食糧供給を制限せざるを得なくなると信じていた。さらにカナダを領有することは価値ある切り札であった。辺境の開拓者は、土地が欲しかったからではなく（事実土地は豊富にあった）、イギリスがインディアンを武装させ、それで西部への移住を堰き止めると考えたのでカナダの征服を求めた。 ホースマンは、「カナダを征服するという概念は少なくとも1807年以降、イギリスに海上での政策を変えさせる手段として生まれていた。カナダ征服は戦争遂行の主要な手段であり、開戦の理由ではない」と結論づけた。 ヒックリーは平たく「カナダを属国にする望みは戦争をもたらさなかった。」と述べている。 ブラウンは「カナダ遠征の目的は交渉のネタにするためであって、属国にすることではない」と言い切った。 指導的カナダの学者バートは、これに完全に同意し、ワシントンD.C.に送られたイギリス大使フォスターもカナダを属国にすることが戦争の目的であるという議論を拒絶したと注釈している。
多くのアメリカからの逃亡者と移民がアッパーカナダ（オンタリオ州）に定住していた。王党派の住人は合衆国に併合されることを嫌い、他の入植者は無関心であるように見えた。カナダの植民地は人口が少なくイギリス軍の防御も甘かったので、アッパーカナダの多くの者が立ち上がり、アメリカの侵略軍を解放者として歓迎すると考えるアメリカ人もいた。前大統領のトマス・ジェファーソンが1812年に、「今年はカナダを取ってケベックの近くまでは単に行軍するだけのことで、ハリファックス攻撃の経験を与えてくれるだろう。次はそして最後はアメリカ大陸からイギリスを追い出すだけだ」と示唆したように、状況は容易な征服を思わせるものだった。

## インディアンの領土の侵害
英米が所有権を争った土地は、そもそもインディアン部族の領土だった。インディアンたちは頭ごなしな自分たちの領土の奪い合いをみて、自国の防衛のために英米の侵略者に宣戦布告した。
インディアン部族はそれぞれ交易の利点などから、イギリス、アメリカ両陣営に同盟を組んだ。イロコイ族やショーニー族はイギリス側と同盟を組んで、アメリカ植民政府を刺激した。

## アメリカの権利の侵害
イギリスとフランスの間の長い戦争 (1793-1815)によって、中立国として両者と貿易できるアメリカの権利を両者共が侵犯しているという合衆国の苦情になり、しかも何度も繰り返し訴えられた。さらにアメリカは、カナダにいるイギリスの代理人がアメリカの領土内に住んでいる敵対的先住民族に弾薬を供給していることを、声高に非難していた。
イギリス海軍は人手不足に悩み、1790年代中頃からアメリカの商船に乗り込んでは、その船員を連れ去っていた。この強制徴募の政策はイギリス臣民のみを返還要求していると考えられたが、イギリスは中立アメリカの市民権を理解していなかった。つまりイギリスで生まれはしたものの、後にアメリカの市民権が発行された者の存在である。イギリスは多くの市民証が偽物だと信じた。いずれにしても、イギリスは船員を必要とし、1806年から1812年にかけて、約6,000名の船員がその意志に反してイギリス海軍に徴用された。 1806年に合衆国とイギリスの間で交わされたモンロー＝ピンクニー条約は、強制徴募を終わらせるようにはなっていなかったので、ジェファーソンが拒否し、批准されることはなかった。

## アメリカの経済上の動機
ホースマンによれば、ジェファーソンの通商禁止措置およびマディソンの経済圧縮政策の失敗は、「戦争を始めるか、あるいは唯一の代案としてイギリスに絶対的に従うかということになったが、服従は新しい植民者にとってより大きな恐怖を提示することだった。戦争は西部と南部の植民者によって支持された。この地域は経済戦争を支持し、イギリスの海上封鎖の影響を最も強く受けていた。ニューイングランドの商人は、フランスやイギリスに多くの船が捕獲されていても、戦時の貿易によって大きな利益を得ていたが、輸出品市場に期待を掛けていた西部や南部の農夫は不景気に苦しみ、戦争を要求した。

## 戦争に導いた偶発事件
この不和は1807年のチェサピーク＝レパード事件から始まった。イギリスの戦艦HMSレパードがアメリカの戦艦USSチェサピークを砲撃し、乗り込んで来て3人の船員を殺し4人の「脱走者」を連れ去った。そのうち3人はアメリカ人であり、イギリス海軍に強制徴募されたことになった。アメリカの大衆はこの事件に怒り、アメリカの主権と国民の名誉を守るために多くの者が開戦を要求した。
一方、1806年のナポレオンによる大陸封鎖令と1807年のイギリスによる枢密院令によって、国際貿易を不安定にする通商禁止措置が取られていた。1807年から1812年まで、およそ900隻のアメリカの船が捕まった。 合衆国は1807年の通商禁止法で、アメリカの船が外国の港に行くことを禁じ、イギリスの船にはアメリカの港を封鎖することで応じた。ジェファーソンの通商禁止措置は、海外貿易を止めるよりも強制徴募される侮辱の方を選んだニューイングランドで特に不評となった。この不満が1814年のハートフォード会議の招集という形になった。
通商禁止法はイギリスとフランスに何の影響も与えなかったので、1809年に非国交法に置き換えられ、イギリスとフランスの港に行くアメリカ船を除いた通商禁止に変わった。さらにこの法が強制できないと分かると、1810年にはメーコン議案第2号に置き換えられた。これはすべての通商を禁止するが、仮にイギリスとフランスのどちらかがアメリカの船舶に対する干渉を止めれば、合衆国はもう一方への通商禁止を強化するというものだった。ナポレオンはイギリスに難題を吹っ掛ける機会を探していたので、見かけ上だけでもアメリカの船舶を拘束しない約束をした。この見せかけが功を奏して、合衆国はイギリスに対する通商禁止を強化し、宣戦布告に近づいていった。
1811年、アメリカ合衆国下院においては、タカ派として知られる若手民主共和党員の一群が、ケンタッキー州選出の下院議長ヘンリー・クレイとサウスカロライナ州選出のジョン・カルフーンの主導で前面に出てきた。タカ派の議員は、上に挙げたような理由でイギリスに対する開戦を主張し、領土拡張よりも国民の不満解消の方に重点をおいた。
1812年6月1日、マディソン大統領は下院で演説を行い、イギリスに対するアメリカの不満を一つ一つ数え上げた。ただし、開戦にまでは話が及ばなかった。マディソンの演説の後、直ぐに下院で宣戦布告の可否を問う投票を行い、賛成79票対反対49票で、上院では賛成19票対反対13票で可決された。公式にはマディソンが法案に署名した6月18日が開戦の日とされる。これはアメリカ合衆国が他国に宣戦布告した初めてのこととなった。また、アメリカの歴史で宣戦布告に対する議会の投票では、最も接近したものとなった。39名いた連邦党議員はすべて反対票を投じた。戦争に対する批判は「マディソン氏の戦争」という言葉に表された。